# Most Saint Elmo w Valletcie
Most Saint Elmo – jednoprzęsłowy stalowy pieszy most kratownicowy, prowadzący od brzegu fortu Saint Elmo w Valletcie na Malcie do falochronu przy wejściu do Grand Harbour. Został zbudowany w latach 2011–12 według projektu hiszpańskiej pracowni projektantów Arenas & Asociados. Most stoi na miejscu wcześniejszego, który został zbudowany w 1906 i zniszczony podczas II wojny światowej w 1941. Oryginalny most miał podobną konstrukcję do obecnego, ale miał dwa przęsła zamiast jednego.

## Oryginalny most

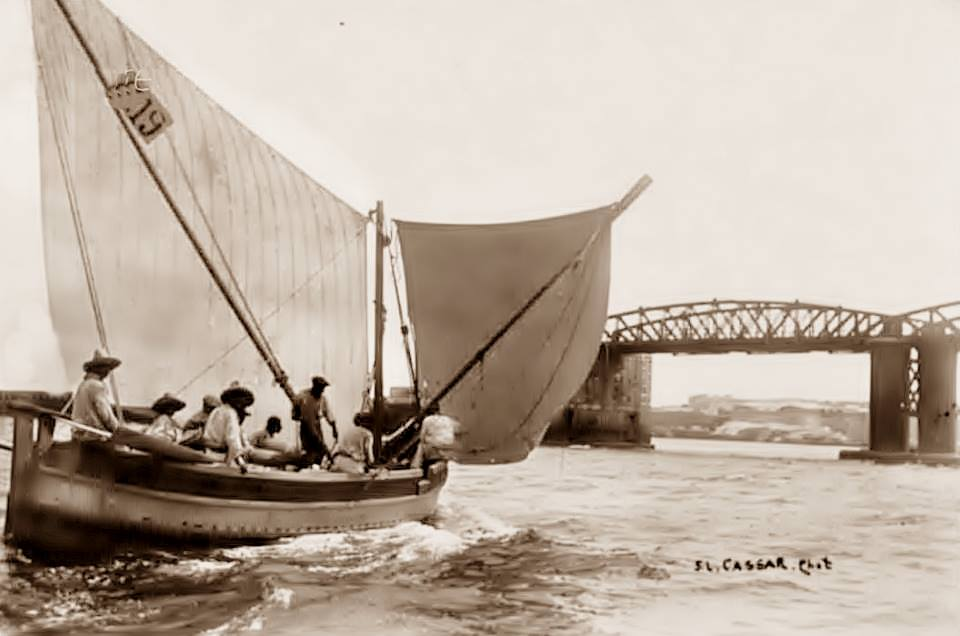
Fotografia L. Cassara z początku XX wieku przedstawiająca łódź gozańską zmierzającą w kierunku oryginalnego Saint Elmo Bridge

W XIX i XX wieku Grand Harbour był główną brytyjską bazą morską. W 1900 Admiralicja zaczęła planować budowę falochronu w celu ochrony portu zarówno przed wzburzonym morzem, jak i potencjalnym wtargnięciem wroga. Falochron został zbudowany z wapienia i betonu, i składał się z dwóch części z latarnią morską na każdym końcu. Większe ramię falochronu było połączone z brzegiem w pobliżu fortu Saint Elmo, a mniejsze z fortem Ricasoli. Przetarg na budowę falochronu został ogłoszony w 1902, a wygrała go firma S. Pearson & Sons. Kamień węgielny położył 20 kwietnia 1903 król Edward VII, zaś prace rozpoczęto w 1905 i zakończono w 1910. Całkowity koszt budowy falochronu wyniósł około 1 miliona funtów.
Uznano za konieczne pozostawienie szerokiej na 70 m przerwy między większą częścią falochronu a brzegiem Saint Elmo, aby zapobiec stagnacji wody w porcie, a także pozwolić małym statkom na szybsze dotarcie do portu. Stalowa kładka została zbudowana w poprzek tej szczeliny w 1906, i składała się z dwóch przęseł łukowych kratownicowych podpartych na parze cylindrycznych stalowych kolumn wypełnionych betonem.

### Zniszczenie

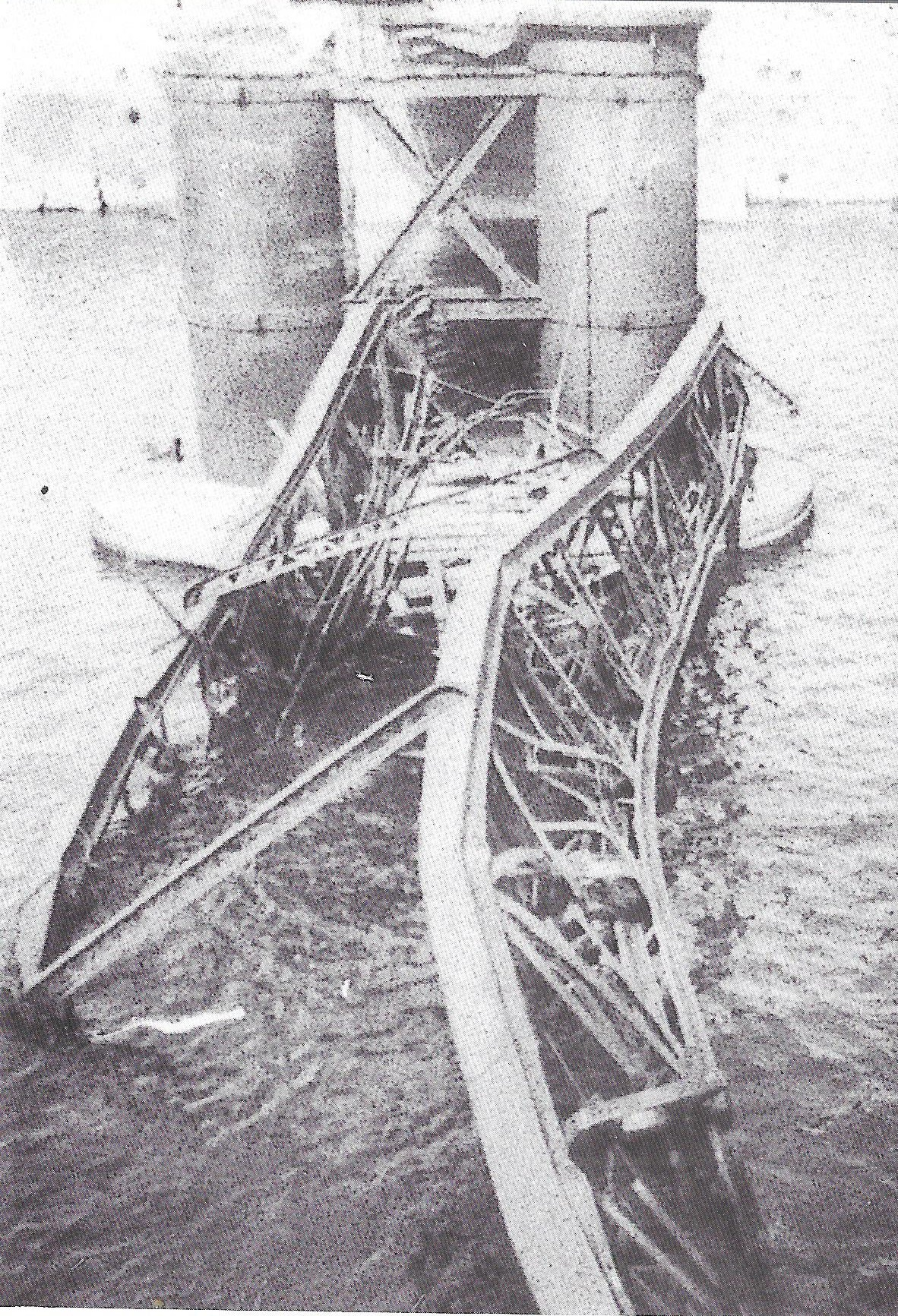
Zawalony most po ataku w 1941

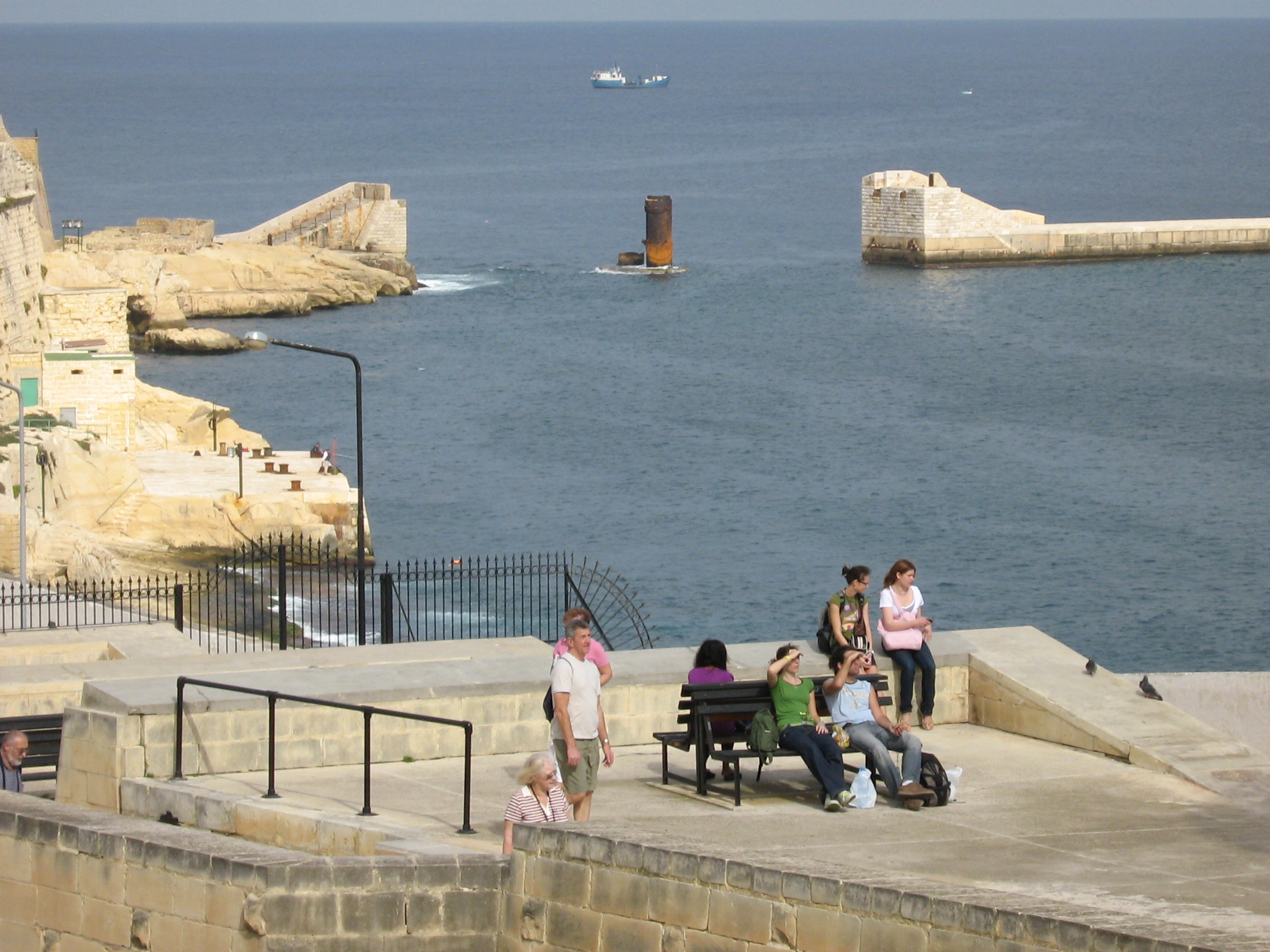
Miejsce po moście w 2007

Podczas II wojny światowej, w nocy z 25 na 26 lipca 1941, X flotylla MAS włoskiej Regia Marina przypuściła atak na port przy użyciu torpedowych łodzi motorowych, wybuchowych łodzi motorowych oraz żywych torped SLC Maiale. Jedna z SLC miała zaatakować most, który miał sieci blokujące wejście do portu, pozwalając pozostałym napastnikom wpłynąć do wyrwy i zaatakować statki wewnątrz portu. Element zaskoczenia został utracony, gdy Brytyjczykom udało się wykryć zbliżający się atak za pomocą radaru, czego Włosi się nie spodziewali.
Atak na most rozpoczął się 26 lipca o godzinie 04:46. Materiały wybuchowe na pierwszej łodzi nie wybuchły, co skłoniło pilota innej jednostki do samobójczego uderzenia swoją wybuchową motorówką w most. Jednostka uderzyła w jedną z kolumn mostu, co zdetonowało materiały wybuchowe również w drugiej łodzi, powodując zawalenie się jednego z przęseł. Nie pozwoliło to na dostęp do portu, wręcz przeciwnie, zawalone przęsło całkowicie zablokowało wejście. Nadbrzeżne baterie fortu Saint Elmo otworzyły ogień do atakujących, w wyniku którego większość statków została zniszczona, a kilka schwytano.
Zawalone przęsło zostało usunięte po ataku, a reszta mostu została zburzona po wojnie. Wszystko co pozostało, to kamienne przyczółki po obu stronach i części centralnych kolumn. Do falochronu i latarni morskiej można było się dostać jedynie łodzią.

## Obecny most

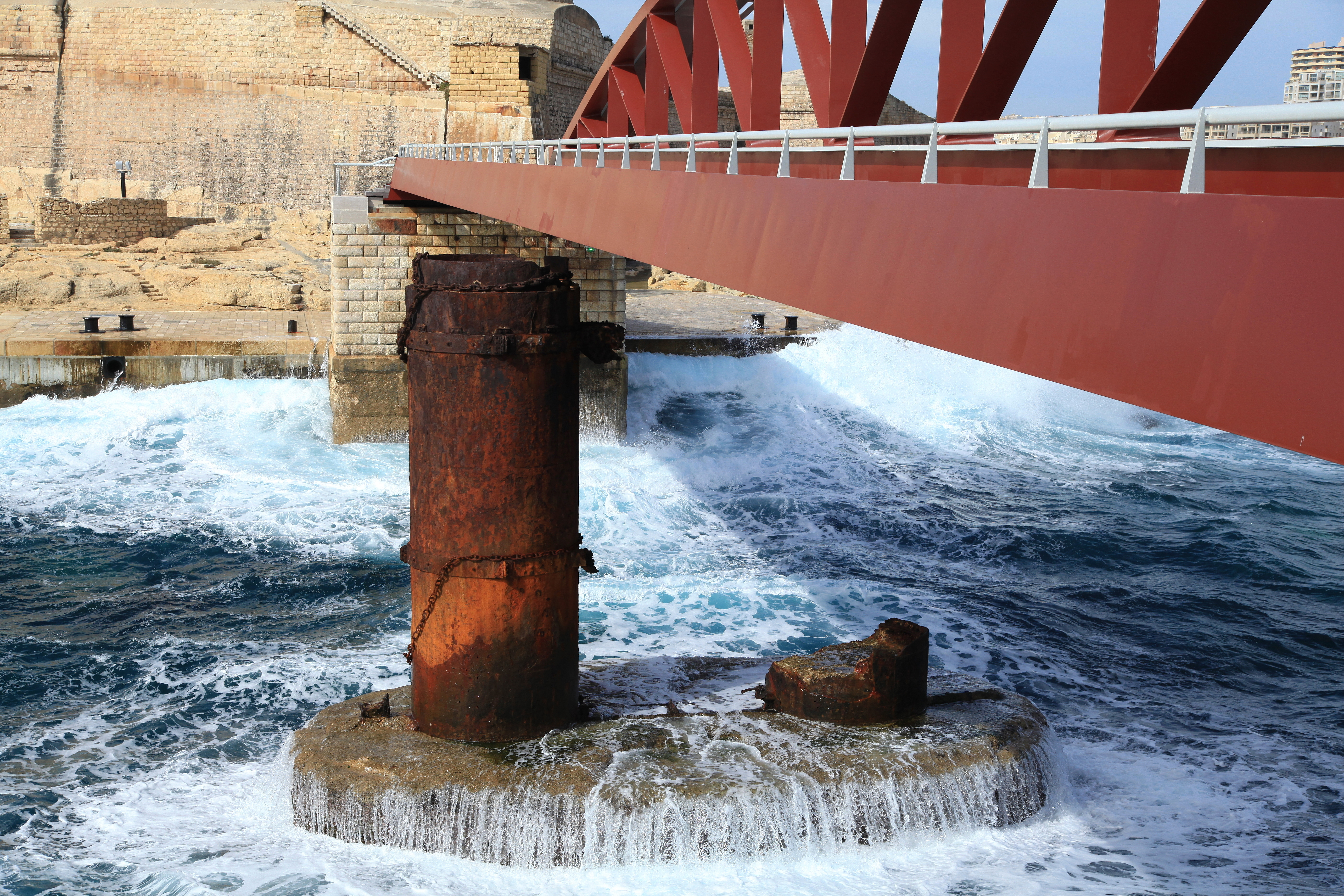
Pozostałości kolumn mostu z 1906 pod obecnym mostem

Zamiar zbudowania nowego mostu w tym miejscu został ogłoszony w 2007. Jednak okazało się, że rekonstrukcja mostu zgodnie z pierwotnym projektem nie byłaby wykonalna finansowo ze względu na wymagane ilości stali. Kiedy w dniu 18 września 2009 ogłoszono przetarg na projekt, wykonanie i budowę mostu, zakładał on budowę mostu jednoprzęsłowego o nowym wyglądzie, lecz nawiązującym do stylu oryginału. Budowa nowego mostu była częścią większego projektu rewitalizacji Valletty, który obejmował między innymi również przebudowę City Gate i Barrakka Lift.

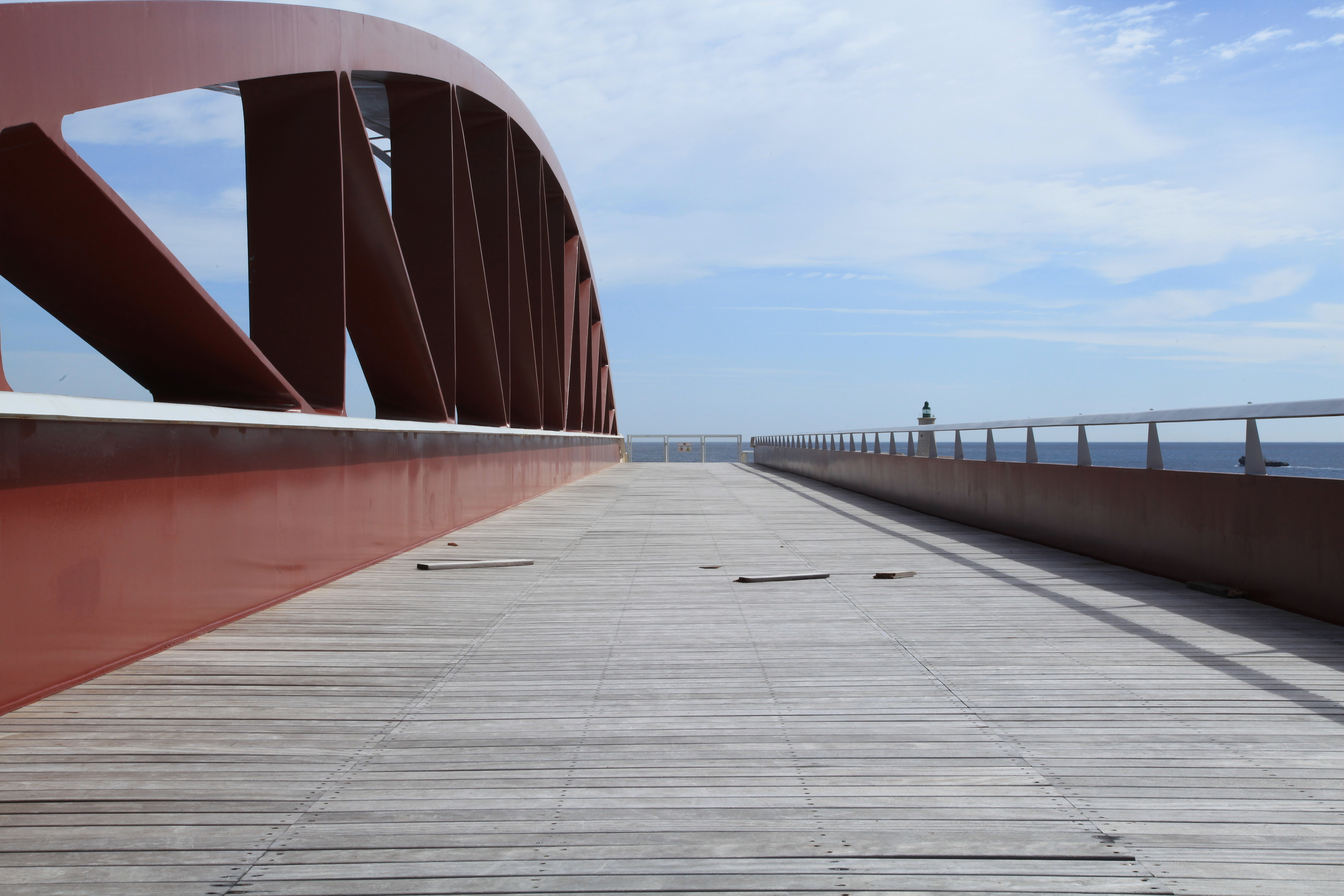
Pokład mostu

Nowy jednoprzęsłowy most stalowy waży 190 ton, ma 70 metrów długości i 5,5 metra szerokości. Ma asymetryczny przekrój w kształcie litery L, z łukowatą kratownicą od strony morza. Jest wsparty na kamiennych przyczółkach pierwotnego mostu; zachowały się również pozostałości kolumn, choć nie są one połączone z nowym mostem. Konstrukcja została zaprojektowana przez hiszpańskich architektów z firmy Arenas & Asociados i została wykonana w A Coruña przed wysłaniem na Maltę na pokładzie statku „Storman Asia”. Firma Bezzina & Cole Architects wraz z wykonawcą Vassallo Builders byli odpowiedzialni za ustawienie mostu na miejscu, a cała operacja miała miejsce 5 października 2011. System oświetlenia został zaprojektowany przez Anthony'ego Magro z Calleja Limited. Cały projekt kosztował 2,8 miliona euro  Most został zaprojektowany na 120 lat. 
Inauguracja mostu miała miejsce 24 lipca 2012 w obecności Austina Gatta, ministra infrastruktury, transportu i komunikacji, i został następnie otwarty dla publiczności. Most spotkał się z mieszanymi reakcjami publiczności, niektórzy chwalili jego projekt i fakt, że przywrócił pierwotny wygląd falochronu, a krytycy ganili koszt budowy i nazywali budowlę mostem donikąd. Od czasu inauguracji stał się punktem orientacyjnym, i od czasu do czasu doznawał uszkodzeń tarasu lub balustrad, co powodowało, że przez pewien czas był zamknięty dla publiczności, aby można było wykonać prace naprawcze.